# Ninni Stenberg
Lucia Inga Naëmi (Ninni) Stenberg, född 24 augusti 1887 i Stockholm, död där 17 mars 1967, var en svensk målare och konstpedagog.
Hon var dotter till grosshandlaren Axel Stenberg och Lucia Wennerström. Stenberg studerade vid Tekniska skolan i Stockholm där hon avlade teckningslärarexamen 1910. Under sin studietid genomförde hon studieresor till Paris, Berlin, Dresden och Prag. Hon arbetade en tid som ritare vid Överintendentsämbetet och var teckningslärare vid Brummerska skolan och Atenium 1910–1911. Under 1911 anställdes hon som vice lärare i målning vid Högre konstindustriella skolan och tjänsten ombildades 1912 till fast tjänst som hon upprätthöll till 1945 då Tekniska skolan omorganiserades och hon blev då facklärare i frihandsteckning i Konstindustriella dagskolan fram till sin pensionering 1953. Vid sidan av arbetet vid Högre konstindustriella skolan tjänstgjorde hon som lärare i målning 1912–1920 och frihandsteckning 1926–1945 vid Kvinnliga skolan. Hon medverkade i utställningar på Liljevalchs konsthall. Hennes konst består av landskapsskildringar.